# Oberea fusciventris
Oberea fusciventris är en skalbaggsart som beskrevs av Leon Fairmaire 1895. Oberea fusciventris ingår i släktet Oberea och familjen långhorningar. Inga underarter finns listade i Catalogue of Life.